# Alfius pictipennis
Alfius pictipennis is een keversoort uit de familie bladkevers (Chrysomelidae). De wetenschappelijke naam van de soort werd in 1929 gepubliceerd door Arthur Mills Lea.